# Cheiromeles
Cheiromeles es un género de murciélagos que pertenecen a la familia Molossidae. Agrupa a 2 especies nativas de Sondalandia, Filipinas y Célebes.

## Especies
Se reconocen las siguientes especies:
- Cheiromeles parvidens Hollister & Miller, 1921
- Cheiromeles torquatus Horsfield, 1824